# سعادت‌علی‌خان
میر محمد امین موسوی نیشابوری (۱۶۸۰-۱۷۳۹ میلادی) سردار ایرانی تبارِ هندی و بنیانگذار سلسلهٔ نواب‌های اَوَدْهْ در شبه قاره هند بوده‌است.

## حکومت
سعادت‌خان که در دوران نفوذ سادات بارهه به مقامات عالی رسیده بود، برای سرنگونی حسین علی خان شاه تراش با محمّد شاه همکاری نمود و شاه گورکانی به میرمحمّد امین نیشابوری لقب بهادر داد و در روز ۲۹ ذی‌القعده ۱۱۳۴ق حکومت اوده به او بخشیده شد. این منطقه از زمان بابر گورکانی بخشی از امپراتوری مغول بود. وی را برهان الملک لقب دادند و او به سعادت علی خان شهرت یافت و حکومت حاکمان شیعه گرایِ نیشابوری برای مدت بیش از ۱۳۰ سال ادامه یافت.
در سال ۱۱۵۲ق به هنگام حمله نادرشاه به هند، سعادت علی خان میان محمّد شاه و نادر شاه صلح ایجاد نمود و نادرشاه به وی خلعت پوشاند و اجازه داد تا به‌طور خصوصی شرفیاب شود و بدین ترتیب سعادت علی خان، نماینده تام الاختیار دو پادشاه هند و ایران شد.
سعادت علی خان شهر فیض آباد هند را مرکز حکومت خود قرار داد و ضعف دولت مرکزی در دهلی باعث شد که ایالت اوده به یک منطقه خودمختار تبدیل شود و علما از سراسر هند، ایران به فیض آباد مهاجرت نمایند و به خاطر حمایتهای سعادت علی خان، ایالت اوده مرکز استقرار دانشمندان، شاعران و مهد علوم و فنون اسلامی گردید. در سال ۱۱۸۸ق پایتخت اوده از فیض آباد به لکهنو منتقل گردید.